# محاصره تیسفون (۶۲۹)
محاصره تیسپون جنگی بود که در ۲۷ آوریل ۶۲۹ بین نیروهای شهربراز و اردشیر سوم درگرفت. شهربراز موفق شد با سپاهی کوچک تیسپون پایتخت ساسانیان را تسخیر کند، که ضعف شاهنشاهی ساسانی را نشان می‌دهد.

## پیش‌زمینه
در ۶۰۲، آخرین جنگ ایران و روم آغاز شد. این جنگ ویران‌کننده‌ترین جنگ بین این دو امپراتوری بود. خسرو پرویز در سال ۶۱۸ شهربراز را برای تسخیر مصر فرستاد. یکسال بعد، ساسانیان موفق شدند اسکندریه پایتخت امپراتوری روم شرقی را تسخیر کنند. ساسانیان پس از سقوط اسکندریه، به تدریج سیتره خود را به سمت جنوب در امتداد نیل گسترش دادند. در سال ۶۲۱، این استان به‌طور کامل در دست ساسانیان بود.
مصر برای ده سال در دست ساسانیان باقی ماند، و شهربراز آن را از اسکندریه اداره می‌کرد. همان‌طور که امپراتور هراکلویوس کفهٔ ترازو را برمی‌گرداند و خسرو پرویز را شکست می‌داد، شهربراز، دستور یافت تا مصر را تخلیه کند، اما از آن سرپیچی کرد. در پایان، هراکلیوس، که هم سعی در بازگردانی مصر و هم دنبال ایجاد نفاق بین ایرانیان بود، به شهربراز پیشنهاد کرد که به او کمک می‌کند تا ساسانیان را محاصره کرده و خودش پادشاه شود. وقتی که دوطرف به توافق رسیدند، در بهار ۶۲۹، نیروهای ساسانی شروع به تخلیه مصر کردند.

## محاصره
به خوش‌شانسی شهربراز، یک جنگ داخلی در ۶۲۸ در شاهنشاهی ساسانی درگرفت که منابع کشور را تقسیم کرده و یک طاعون ویرانگر در استان‌های غربی نیمی از جمعیت و همین‌طور شیرویه را کشت، که باعث ضعیف‌شدن شاهنشاهی ساسانیان شد. شهربراز با ۶٬۰۰۰ مرد به سمت تیسپون پیشروی کرد، آن را محاصره کرد و تسخیر کرد، به اشراف ساسانی خیانت کرده و بسیاری از آنان را کشت، که دو تا از آنها اردبیل و ماه‌آذر گشنسپ نام داشتند.

## پیامد
شهربراز پس از تسخیر تیسپون، اردشیر سوم ساسانی را کشت و تخت پادشاهی را قصب کرد. با این حال، پادشاهی او خیلی طول نکشید، چرا که چهل روز بعد اشراف ساسانی او را کشتند و دو تا از دخترهای خسرو پرویز به نام‌های پوران‌دخت و آذرمی‌دخت جانشین او شدند.